# Motion Pictures Entertainment
Motion Pictures Entertainment S.L. es una empresa productora y distribuidora internacional, de todo tipo de contenido audiovisual, principalmente para televisión, localizada en Londres, Reino Unido.

## Historia de la empresa
Fundada en 1968 Motion Pictures Entertainment es una productora y distribuidora audiovisual y estudio de animación, con sede en Londres. 
En sus inicios distribuía, para las televisiones de España, películas tales como: la primera trilogía de Star Wars , Jugando en los campos del Señor, Apocalypse Now, Tucker, Amadeus, Alguien voló sobre el nido del cuco, Willow, La costa de los mosquitos, y muchas otras. 
En 1993 produjo el largometraje Historias de la puta mili, alcanzando los primeros puestos de recaudación en taquilla española durante el año 1994. En el mismo año, produjo la sitcom homónima, de 13 episodios, para Telecinco. 
Desde 2003, Motion Pictures ha destacado por el catálogo de series de animación que traía a España, entre ellas las famosas series de dibujos Los Pitufos, Inspector Gadget, Tortugas Ninja, Calimero, Daniel el travieso, Los motorratones de Marte, etc.
Actualmente cuenta con una librería audiovisual de más de 2.500 horas de animación, 650 horas de Series y miniseries, más de 600 películas para televisión y 500 documentales, además de aproximadamente unas 500 películas de cine, incluyendo algunos de los clásicos del cine Español e Italiano más galardonados.
En su faceta como productora de animación y después de 15 años de inmersión en este sector encontramos entre sus títulos propios Pumpkin Reports (coproducida con Malasya e Italia), Telmo y Tula, Glumpers, Boom and Reds, Van Dogh, LMN’S  y MyaGo (Brasil e Irlanda)
Su variedad de desarrollo incluye programas en 2D, 3D, animación híbrida o acción real.
En su estudio han sido creadas series como Virtual Hero para Movistar +, una colaboración con el exitoso youtuber El Rubius, y han colaborado en la producción ejecutiva de Las Memorias de Idhun para Netflix, ambas producciones de la compañía Endemol.
En 2022 Motion Pictures ha estrenado la serie de animación Happy Farmers (La Granja Feliz) llevada a cabo con un acuerdo de «joint venture» (filial conjunta) con la compañía italiana Rainbow S.r.l., dando origen a Rainbow Spain, concediéndole así la distribución, los derechos televisivos y de mercadotecnia de las series de animación Winx Club, Huntik, Tommy y Oscar, Monster Allergy y Pop Pixie para España y Portugal.

## Coproducción de series europeas
Ha coproducido las siguientes series europeas de animación: 
- La historia interminable, 26 episodios de 26 minutos cada uno.
- Las aventuras de Carland Cross, 26 episodios de 26 minutos cada uno.
- Emily y Alexander, 26 episodios de 26 minutos cada uno.
- Ivanhoe, 52 episodios de 26 minutos cada uno.
- Patrulla 03, 26 episodios de 26 minutos cada uno.
- Barba Roja, 26 episodios de 26 minutos cada uno.
- Pelo Zanahoria, 26 episodios de 26 minutos cada uno.
- Sandokan, 52 episodios de 26 minutos cada uno.
- Tristán e Isolda, 26 episodios de 26 minutos cada uno.
- Las aventuras de la abuelita Prudencia (2007), 52 episodios de 26 minutos cada uno.

Motion Pictures posee todos los derechos para televisión, mercadotecnia y vídeo, de las mencionadas series, para los mercados de Iberoamérica, Portugal, España y canales de habla hispana en Estados Unidos

## Producción series de dibujos animados y animación 3D
En el año 2001, Motion Pictures creó su propio estudio de animación produciendo las siguientes series de dibujos animados y animación 3D:
- Narigota, La aventura del agua (2001), 26 episodios de 26 minutos cada uno. Licenciada hasta la fecha a más de 60 territorios y galardonada con varios premios internacionales debido a su carácter educativo y contenido medioambiental.
- Boom & Reds (2006), 104 episodios de 4 minutos cada uno.
- Luz verde (Green Light) (2006), 26 episodios de 5 minutos cada uno, serie educativa sobre educación vial.
- Los mundos de Alex (2007), 104 episodios de 4 minutos cada uno, donde Alex descubre el mundo con los niños.
- Telmo & Tula, pequeños cocineros (2007), en coproducción con Disney España, 52 episodios de 7 minutos cada uno.
- Telmo & Tula, manualidades (2008), en coproducción con Disney España, 52 episodios de 7 minutos cada uno.
- Van Dogh (2008), 104 episodios de 4 minutos cada uno.
- Mice builders, en coproducción con BabyTV, 104 episodios de 4 minutos cada uno.
- Lmn’s , en coproducción con TV3 y RAI, 52 episodios de 13 minutos cada uno.
- Glumpers (2008), en coproducción con CBBC, 104 episodios de 2 minutos cada uno.
- Pumpkin Reports (2015), actualmente en proceso de producción, 52 episodios de 13 minutos cada uno.
- 'Mya Go' (2018), coproducción, 208 episodios de 5 minutos cada uno.